# 双桂堂
双桂堂，位于重庆市梁平区。1983年被国务院确定为汉族地区佛教全国重点寺庙，现任方丈为身振法师。

## 历史沿革
双桂堂是禅宗寺庙，始建于清顺治十年（1653年），因寺内两株桂花树得名“双桂堂”。开山祖师是明末清初高僧破山海明禅师。
永曆七年（清世祖顺治十年，1653年），破山海明禅师在“夔东十三家”之一的南明“佐明将军”姚玉麟的支持下，兴建法寺双桂堂。双桂堂建成以后，得到清朝历代皇帝的支持，从1653年至1926年，双桂堂历经破山、竹禅等七代祖师，形成七殿、八堂、八院的规模。民国时期，双桂堂以其宏传的规模、庄严的殿堂、丰富的藏经和独特的雕塑，被誉为“蜀中丛林之首”、“西南禅宗祖庭”。
1958年，被列为四川省重点保护寺庙。1968年4月，原二机部313厂从北京迁来，借住双桂堂，将僧众全部赶出。“文革”期间，曾有部队驻扎，寺庙建筑受到破坏。第十五代方丈妙谈和尚以及当地宗教工作干部采取得力措施，保护双桂堂。为免遭毁灭，妙谈和尚买来围席，将佛像包裹，并刷上白石灰，以红漆写满“毛主席语录”，方使寺庙躲过“红卫兵”的破坏。1982年，妙谈和尚向政府反映情况，胡耀邦下令军队撤离双桂堂，并赔偿寺庙160万元人民币。
1980年，寺庙得到修整。1991年4月16日公佈為四川省第三批省級重點文物保護單位。2000年9月7日列為第一批重慶市文物保護單位。2013年3月5日列為第七批全國重點文物保護單位。

## 建筑结构
双桂堂坐东朝西，殿堂为砖木结构，中轴有七重建筑，即大山门、弥勒殿、大雄宝殿、戒堂、破山塔、大悲殿和藏经楼。两侧有厢房、僧舍三百余间，长廊相连，有天井、海观，周围以白莲池、后缘池、花园等景观点缀，整个寺院环境清幽淡雅。

## 寺庙佛藏
双桂堂现有清雍正皇帝御赐《藏经》一部，天聋、地哑、铜锣、铜鼓四种，各类石刻、碑记七二多块，经文若干。

## 佛事活动
- 2007年9月16日至10月16日，重庆市佛教协会第四次传戒法会于双桂堂举行。[2]
- 2009年8月9日，梁平双桂堂将举办万人祈福大典[8]。

## 资料来源
- 双桂堂中文网（页面存档备份，存于）連結到一空白網址